# Jerry Puckett
Jerry Peyton Puckett (* 7. November 1939 in White Oak, Tunica County, Mississippi; † 12. Dezember 2023) war ein US-amerikanischer Musiker (Gitarre, auch Gesang, Komposition), der sich vor allem als Sessionmusiker hervortat.

## Leben und Wirken
Puckett besuchte die Pearl High School und das Hinds Jr. College in Raymond, Mississippi, bevor er nach Los Angeles zog, um Glen Campbell in der Rock-’n’-Roll-Band The Champs (bekannt durch Tequila) zu ersetzen. 1968 nahm er die Promotion-Single Hallelujah / All I’m Living For auf. Er war dann als Sessionmusiker bei Malaco Records tätig, wo er Gitarre auf Paul Simons Album There Goes Rhymin’ Simon (1973) spielte. Er wirkte auch auf Groove Me von King Floyd (1970) und Mr. Big Stuff von Jean Knight (1971) mit. Außerdem arbeitete er mit Northern-Soul-Musikern wie James Stroud und Wardell Quezergue. 1983/84 legte er die Singles Heart on the Run bzw. How Can We Be Strangers Again / He’s Driving Me Out of Your Mind vor, stilistisch im Country-Rock der Zeit angesiedelt. In späteren Jahren war er Gastmusiker auf Willie Nelsons Album Remember Me (2011) und nahm für Malaco ein Jazzalbum mit dem Titel Just in Time auf.
Puckett, der zuletzt in Mize im Bundesstaat Mississippi lebte, betätigte sich außerdem als Songwriter, Musikproduzent und Tonmeister. Er starb am 12. Dezember 2023 im Alter von 84 Jahren. Er war verheiratet und hatte eine Tochter und einen Enkel.